# Coms
|  | Per a altres significats, vegeu «Coms (Droma)». |

Coms (occità) o Comps (francès) és un municipi francès situat al departament de la Gironda (regió de Nova Aquitània).

## Demografia
| 1962                                       | 1968 | 1975 | 1982 | 1990 | 1999 | 2007 |
| ------------------------------------------ | ---- | ---- | ---- | ---- | ---- | ---- |
| 342                                        | 351  | 339  | 352  | 399  | 389  | 447  |
| Des de 1962: població sense dobles comptes |      |      |      |      |      |      |

## Administració
| Període | Identitat     | Partit |
| ------- | ------------- | ------ |
| 2001-   | Didier Bayard |        |